# Youshoku
Youshoku (洋食 vestlig mad) er et begreb fra det japanske køkken, der dækker over en form for vestlig inspireret madlavning, der kom frem under Meiji-restaurationen (1867-1869). Der er hovedsageligt tale om japanske udgaver af europæiske retter, ofte med vestlige navne og som regel skrevet med katakana.
Da Meiji-restaurationen begyndte, blev Japans mangeårige isolering ophævet, og Meiji-kejseren erklærede, at vestlige ideer var hjælpsomme for Japans fremtidige udvikling. Som del af reformerne ophævede kejseren forbuddet mod rødt kød og fremmede vestlig mad, som blev anset som årsagen til vesterlændingenes større fysiske størrelse. Youskoku er derfor baseret på kød som ingrediens i modsætning til den typiske japanske mad på den tid. I en periode blev youshoku brugt om vestlig mad uanset oprindelse, men folk blev opmærksomme på forskellen mellem youshoku og europæisk mad, som følge af åbningen af mange europæiske restauranter, der serverede mere autentisk europæisk mad i 1980'erne.
Tidligere retter af europæisk oprindelser, herunder ikke mindst dem importeret fra Portugal i det 16. århundrede så som tempura, er ikke youshoku i snæver forstand, idet det kun dækker over mad fra Meiji-perioden. Nogle youshoku-restauranter serverer dog tempura.
Youshoku varierer efter hvor japansk, det er lavet. Noget kan spises med en ske (som i カレー, karee, curry), sammen med brød eller en portion ris (kaldet ライス, raisu) og skrives med katakana for at afspejle, at det er fremmedord. Andet er imidlertid gjort så effektivt japanske, at de ofte behandles som almindelig japansk mad (washoku), serveres sammen med ris og misosuppe og spises med spisepinde. Et eksempel på det sidste er katsu, der spises med spisepinde og en skål ris (ご飯, gohan), og som endda kan serveres med traditionel japansk sovs så som ponzu eller daikon i stedet for katsu-sovs. For at afspejle det skrives katsu ofte med hiragana som かつ som et oprindeligt japansk ord i stedet for med katakana som カツ (af カツレツ, katsuretsu, kotelet).